# Норбіт
«Норбіт» (англ. Norbit, 2007) — фільм режисера Браяна Роббінса. Рейтинг MPAA — PG-13 (не рекомендується дітям до 13 років).

## Сюжет
Життя Норбіта з дитинства було повне випробувань та розчарувань. Залишений батьками біля дверей китайського ресторанчику та вихований містером Вонгом, з початкової школи він був приречений ходити в залицяльниках монструазної Расп'юші. Не маючи змоги заперечити своїй захисниці, герой сумлінно збирається вести її під вінець, тоді як в місто повертається кохання всього життя Норбіта, чудова Кейт. Тепер йому варто якось позбутися деспотичної Расп'юші та завоювати серце Кейт.

## У ролях
- Едді Мерфі — Норбіт / Расп'юша / Містер Вонг
- Тенді Ньютон — Кейт Томас
- Кьюба Гудінг мол. — Дейон Хьюз
- Едді Гріффін — Тато Солодкий Ісус
- Террі Крюз — Великий Джек Латімор
- Кліфтон Павелл — Ерл Латімор
- Кет Вільямс — Lord Have Mercy
- Флойд Лівайн — кравець Ейб
- Ентоні Расселл — Джованні
- Пет Кроуфорд Браун — місіс Хендерсон
- Джанетт Міллер — місіс Коулман
- Майкл Кольяр — перукар Морріс
- Алексіс Рі — місіс Лін Лін Вонг
- Марлон Вейанс — Бустер (Забулдига)
- Крістен Шаал — Організаторка заходів

## Нагороди
У 2008 році фільм отримав три премії «Золота малина» — за найгіршу чоловічу роль, найгіршу чоловічу роль другого плану і найгіршу жіночу роль другого плану (всі премії отримав Едді Мерфі) і номінувався ще на чотири (найгірший фільм, найгірша екранна пара, найгірший режисер та найгірший сценарій).